# Westradio

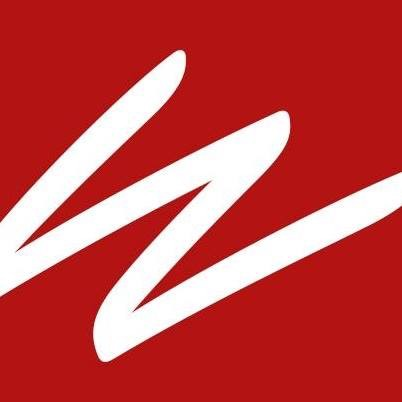
Logo Westradio

Westradio is de regionale radio voor de Belgische Westkust en kreeg een erkenning in de erkenningsronde voor vrije en lokale radiostations eind 2017. Westradio startte zijn uitzendingen met een format van zuiver Nederlandstalige en Belgische artiesten maar koos door enkele verschuivingen in het medialandschap in april 2020 voor een format van classics uit de jaren '70, '80, '90 en de '00's. 
Westradio is te ontvangen op 104.8FM voor de regio van de Westkust en Westhoek (België). De uitzendingen worden ook via het internet gestreamd (internetradio).